# Mali Ostros
Mali Ostros este un sat din comuna Bar, Muntenegru. Conform datelor de la recensământul din 2003, localitatea are 148 de locuitori (la recensământul din 1991 erau 419 locuitori).

## Demografie
În satul Mali Ostros locuiesc 123 de persoane adulte, iar vârsta medie a populației este de 44,5 de ani (45,7 la bărbați și 43,5 la femei). În localitate sunt 46 de gospodării, iar numărul mediu de membri în gospodărie este de 3,22.
|  |

| Demografie | Demografie | Demografie |
| An         | Locuitori  | Locuitori  |
| ---------- | ---------- | ---------- |
|            |            |            |
|            |            |            |
|            |            |            |
|            |            |            |
| 1948       | 323        |            |
| 1953       | 358        |            |
| 1961       | 394        |            |
| 1971       | 384        |            |
| 1981       | 427        |            |
| 1991       | 419        | 269        |
| 2003       | 432        | 148        |

| \| Componența etnică conform recensământului din 2003[2] \| Componența etnică conform recensământului din 2003[2] \| Componența etnică conform recensământului din 2003[2] \| Componența etnică conform recensământului din 2003[2] \| Componența etnică conform recensământului din 2003[2] \| \| ----------------------------------------------------- \| ----------------------------------------------------- \| ----------------------------------------------------- \| ----------------------------------------------------- \| ----------------------------------------------------- \| \| \| \| \| \| \| \| Albanezi \| Albanezi \| \| 148 \| 100% \| \| necunoscută \| necunoscută \| \| 0 \| 0% \| |             |  |     |      |
| Componența etnică conform recensământului din 2003 |             |  |     |      |
| |             |  |     |      |
| Albanezi | Albanezi    |  | 148 | 100% |
| necunoscută | necunoscută |  | 0   | 0%   |